# Haukur Tómasson
Haukur Tómasson (Reykjavík, 9 janvier 1960) est un compositeur islandais.

## Biographie
Il commence sa formation au piano en 1976, au Collège de musique de Reykjavík et la composition avec Thorkell Sigurbjörnsson et Atli Heimir Sveinsson, à l'Université de Cologne avec Joachim Blume (1983–1986) et au Conservatoire Sweelinck d'Amsterdam avec Ton de Leeuw (1986–1987). Il poursuit ses études avec Brian Ferneyhough et Roger Reynolds, période sanctionnée par un master à l'Université de Californie à San Diego (1990).
Parmi ses œuvres : six pièces pour orchestre, trois concertos et un opéra de chambre, La Quatrième chanson de Gudruns (1996), pour lequel il a reçu en 2004, le Prix musical du conseil nordique,. Sa pièce pour orchestre Strati a remporté le prix de la musique de la radio national Islandaise en 1993. Les autres prix comprennent, en 1996 le Prix Bröste Optimisme et en 1998, le Prix musique Islandaise pour La Quatrième chanson de Gudruns. Sa composition Saga (Fabella) pour ensemble a remporté le concours du 70e anniversaire de la radio d'État, en 2000.

## Style
« Tómasson est largement reconnu comme l'un des compositeurs les plus prometteurs de sa génération ». Sa musique est énergique, pétillante et dynamique, alliant imagination musicale et intelligence technique, avec des combinaisons instrumentales remarquablement colorés et des sons complexes. Ses premières œuvres (Octuor et Eco del passato) utilisent la suite de Fibonacci pour déterminer les intervalles et durées. Plus tard, des œuvres telles que Spirale, Strati et Progéniture utilisent une approche différente, basée sur ce qu'il appelle la « technique de la spirale », proche de la chaconne. Il a aussi commencé à utiliser du matériel folklorique islandais dans ses compositions à la fin des années 1990,.

## Œuvres
L'essentiel de la liste suivante est de Íslensk tónverkamiðstöð.
- 1980 – Örvænting [Désespoir] – pour chœur
- 1982 – Eitt tvö ljóð [Un deux poèmes] – pour chœur, sur un poème d'Ingólfsdóttir
- 1983 – Quatuor – pour clarinette, violon, violoncelle et piano. Durée : 6 min 30 s (OCLC 26671522)
- 1984 – Trio – pour violon, violoncelle et piano. Durée : 8 min
- 1985 – 5 Landscapes – pour saxophone alto, clarinette basse en si-bémol, cor en fa, alto et guitare. Durée : 15 min (OCLC 475479084)
- 1986 – 7 Smámyndir [7 Miniatures] – pour clarinette et piano. Durée : 7 min 30 s (OCLC 39475167)
- 1986 – Birting [Apparition] – pour alto seul. Durée : 5 min (OCLC 898261668)
- 1987 – Octuor – pour flûte, clarinette, saxophone alto, cor, alto, violoncelle, piano et percussion. Durée : 13 min (OCLC 80837087)
- 1988 – Eco Del Passato – pour flûte et clavecin. Durée : 9 min (OCLC 39476175)
- 1988 – Ether – pour violoncelle seul. Durée : 5 min 30 s (OCLC 50414281 et 24224389)
- 1988 –  Hvörf [Transformations] – pour clarinette en si-bémol et orchestre de chambre. Durée : 16 min
- 1989 – Quatuor II – pour clarinette en si-bémol, violon, violoncelle et piano. Durée : 8 min 30 s (OCLC 24224389)
- 1990 – Afsprengi [Offspring] – pour orchestre. Durée : 15 min 50 s (OCLC 774142483)
- 1991 – Atrennur að einingu [Tentative de convergence] – pour quintette à vent. Durée : 17 min
- 1992 – Spírall [Spiral] – pour 2 flûtes, hautbois, clarinette, trombone, percussion, clavecin, 2 violons, alto, 2 violoncelles et contrebasse. Durée : 17 min (OCLC 55927333)
- 1993 – Strati – pour orchestre. Durée : 10 min
- 1993 – Trio Animato – pour clarinette en si-bémol, violoncelle et contrebasse. Durée : 9 min
- 1994 – Árhringur [Annual Ring] – pour orchestre. Durée : 14 min
- 1994 – Annual Ring – pour orchestre de chambre. Durée : 14 min
- 1996 – Fjordi söngur Guðrún [La Quatrième chanson de Guðrún] – semi-opéra, pour huit solistes, chœur d'homme et quinze instruments. Durée : 65 min
- 1997 – Concerto pour flûte et orchestre. Durée : 18 min
- 1997 – Concerto pour violon et orchestre de chambre. Durée : 24 min 30 s (OCLC 631278079)
- 1997 – Mannamót [Rassemblements] – pour 7 instruments à cordes. Durée : 9 min
- 1997 – Stemma [Rime] – pour orchestre (OCLC 631265886)
- 1997 – Trio avec piano. Durée : 9 min 30 s
- 1997 – Rhyme – pour orchestre. Durée : 8 min
- 1998 – Storka [Magma] – pour orchestre. Durée : 12 min (OCLC 925256729 et 24224389)
- 1998 – Rhyme – pour orchestre de chambre. Durée : 8 min 20 s
- 1999 – Big Numbers – pour soprano et orchestre de chambre. Durée : 23 min
- 1999 – Kópía – pour flûte, cor, alto, guitare électrique, accordéon, clavecin et contrebasse. Durée : 36 min 04 s
- 1999 – Langur skuggi [Ombre] – pour sept cordes solos. Durée : 18 min
- 2000 – Doors To Dreams – pour orchestre. Durée : 15 min
- 2000 – Fabella – pour orchestre de chambre. Durée : 14 min
- 2000 – Pendulum – pour violoncelle. Durée : 2 min
- 2001 – Concerto pour flûte n° 2 – Durée : 21 min. L'œuvre est dédiée à Sharon Bezaly
- 2001 – Spring Chicken – pour clarinette. Durée : 3 min 20 s
- 2002 – Long Shadow – pour quatuor à cordes. Durée : 17 min
- 2002 – Long Shadow (Six variations sur le fragment d'un chanson folklorique islandaise) – pour quatuor à cordes. Durée : 17 min
- 2002 – Skíma – Concerto pour contrebasse et orchestre – Réduction pour piano. Durée : 17 min
- 2002 – Skíma – Concerto pour deux contrebasse et orchestre. Durée : 17 min
- 2003 – Broken Chords – pour piano. Durée : 6 min
- 2003 – String – pour un ensemble de dix instrumentistes. Durée : 27 min
- 2003 – Quatuor à cordes 2003 – Durée : 10 min
- 2004 – Ardente – pour orchestre. Durée : 10 min
- 2004 – Chant de Guðrún – pour soprano et orchestre de chambre. Durée : 20 min
- 2004 – Le Piège (scène extraite de la Quatrième chanson de Guðrún) – pour orchestre
- 2005 – Landslag Með Tíma – pour chœur et huit instrumentistes. Durée : 6 min 40 s
- 2005 – Chant de Guðrún – pour soprano et orchestre. Durée : 20 min
- 2005 – Trio Animato – pour alto, violoncelle et contrebasse. Durée : 8 min (OCLC 39476090)
- 2005 – Vetrarkvíði – pour flûte, clarinette, piano, percussion, violon, violoncelle et électronique. Durée : 8 min 30 s
- 2006 – Par – pour orchestre de chambre. Durée : 23 min
- 2007 – Fögnuður – pour soprano, mezzo-soprano et orgue
- 2007 – Hún Er Vorið – pour soprano et piano. Durée : 2 min
- 2007 – Niður – Þytur – Brak – pour soprano, accordéon et trois percussionnistes. Durée : 15 min
- 2007 – Reaction – pour accordéon et contrebasse. Durée : 9 min 20 s
- 2007 – Chants de Gudrun – pour soprano et ensemble de chambre. Durée : 20 min
- 2007 – From the Heavens fall the Fair Bright Stars – pour hautbois et orchestre. Durée : 20 min
- 2008 - Glacial Pace – pour piano. Durée : 7 min
- 2008 - Dialogo – pour orchestre. Durée : 16 min
- 2008 - Grannmetislög, Ten children songs – pour mezzo-soprano, flûte, trompette, violon, violoncelle et piano
- 2009 - Concerto pour piano - « Everything Has Changed. Nothing Has Changed ». Durée : 25 min Création à Hambourg, par l'Orchestre symphonique de la NDR et Esa-Pekka Salonen en 2017[7]
- 2009 - Skak – pour clarinette en si bémol et piano. Durée : 9 min
- 2009 - Flétta – pour chœur, chœur de chambre et ensemble. Durée : 45 min
- 2010 - Moldarljós – pour orchestre de chambre
- 2011 - Skak – pour clarinette en si bémol, violoncelle et piano. Durée : 9 min
- 2011 - In Seventh Heaven – pour orchestre. Durée : 7 min
- 2011 - Tímamót Strengleikur Dægurlag - pour mezzo-soprano et guitare. Durée : 6 min
- 2012 - Offshoots - pour harpe et percussion. Durée : 7 min (OCLC 962483876)
- 2012 - Höfuðskepnur - pour orchestre. Durée : 25 min
- 2012 - Earth Pulse - (orchestra) duration 00:06:00
- 2012 - Seremonia - pour quatuor à cordes. Durée : 11 min (OCLC 964474009)
- 2013 - Façade - pour flûte alto, clarinette, percussion, piano, 2 violons, alto et violoncelle. Durée : 9 min (OCLC 964456904)
- 2013 - From Darkness Woven – pour orchestre. Durée : 13 min (OCLC 957611679)
- 2014 - Melankolia perpetualis - pour baryton et 4 instrumentistes. Durée : 25 min (OCLC 964461354)
- 2015 - Echo Chamber – pour alto et orchestre. Durée : 19 min (OCLC 964462135)
- 2015 - Verse - pour clarinette, violoncelle et piano. Durée : 13 min (OCLC 964461355)
- 2015 - Rondo : (septuor) – pour flûte, clarinette, trombone, piano, violon, alto et violoncelle (OCLC 964462136)
- 2016 - Split - pour trombone, percussion et violoncelle Durée : 9 min
- 2016 - Tímans tönn - pour soprano et orchestre, sur un poème de Steinunn Sigurðardóttir. Durée : 20 min

## Discographie
Sa musique est enregistrée sur le label BIS Records, le petit label islandais 12 Tónar et IMT.
- Guðrún's 4th song - Berit Mæland, þórunn A. Kristjánskóttir et Meret Sveistrup (sopranos), Ulla Kudsk Jensen et Isabel Piganiol (mezzo-sopranos), Sverrir Guðjónsson (contreténor), Herdís A. Jónasdóttir (alto) Rudi Sisseck (baryton basse) ; Chœur d'homme Fóstbræður ; Caput Ensemple, dir. Christian Eggen (août 1997, BIS CD-908) (OCLC 811239166)
- Concertos pour flûte nos 1 et 2 ; Skíma pour deux contrebasses et orchestre - Sharon Bezaly, flûte ; Hávarđur Tryggvason et Valur Pálsson, contrebasses ; Iceland Symphony Orchestra, dir. Bernharđur Wilkinson (juin 2004, BIS CD-1499) (OCLC 179918617)
- Concerto pour violon ; Stemma ; Annual Ring ; Spiral - Sigrún Eðvaldsdóttir, violon ; Caput Ensemble, dir. Guðmundur Óli Gunnarsson (BIS CD-1068)
- Broken Chords, pour piano - Susanne Kessel, piano (Oehms Classics OC 813) (OCLC 5692573359) avec d'autres œuvres de Thorkell Sigurbjornsson, Johann Johannsson, Atli Ingolfsson et Atli Heimir Sveinsson